# Athi River
Athi River o Mavoko es una localidad de Kenia, con estatus de municipio, perteneciente al condado de Machakos. Recibe el nombre del río Athi-Galana-Sabaki. Tiene 139 380 habitantes según el censo de 2009.